# Секта
Сектата представлява религиозна група или общност от хора, отделила се от официалната църква, като напълно отрича или изопачава установените от нея догми. В сравнение със сектите, деноминациите са големи, установени религиозни групи. Невинаги сектите са религиозни общности.
Думата секта идва от латинската дума secta, която означава организирана религиозна група или организация.
В Новия Завет на Библията думата секта (гр. σέκτα, ή σέχτα) се отнася до три конкретни групи: фарисеите (Деяния 15:5; 26:5), садукеите (Деяния 5:17) и християните или както са наречени „назарейската секта“ (Деяния 24:5). В този смисъл думата секта означава школа или партия. В негативен смисъл думата се използва в Библията като „разделение“ и е свързано с „ерес“, което е предизвикано от „лъжливи пророци и учители“ (2. Петр. 2:1).
Богословите използват думата секта за религиозни групи с висока степен на различие между тях и религиозната система, поддръжник на която е дадения автор, но чиито вярвания са по-скоро традиционни в обществения контекст. От социологическа гледна точка понятието секта не носи реално съдържание. Според теолозите сектите се отличават с традиционализъм, консерватизъм и желание за връщане към религиозна чистота – такава, каквато я разбират членовете ѝ.
В повечето от европейските езици думата секта има негативно значение и тя се използва в смисъла на опасна религиозна секта. В този смисъл често се използва и думата „култ“. В някои държави, например Белгия, правителството публикува списък на сектите, за да предупреждава родителите за опасността от тях. Според критиците на тази политика, сектите в списъка всъщност са части от признати в други държави религиозни деноминации, например Опус Деи. В Латинска Америка като секта се определя всяка не-католическа религиозна група, независимо от размера ѝ. Това впрочем не пречи там масово да съществуват както традиционните религии, съществуващи от времето преди налагането на християнството, така и елементи от тях да се включват в католическата обредност.
От гледна точка на законодателството понятието „секта“ е лишено от правна стойност поради твърде разтегливия му и субективен характер и липсата на реални критерии за определянето му.